# Mouquim

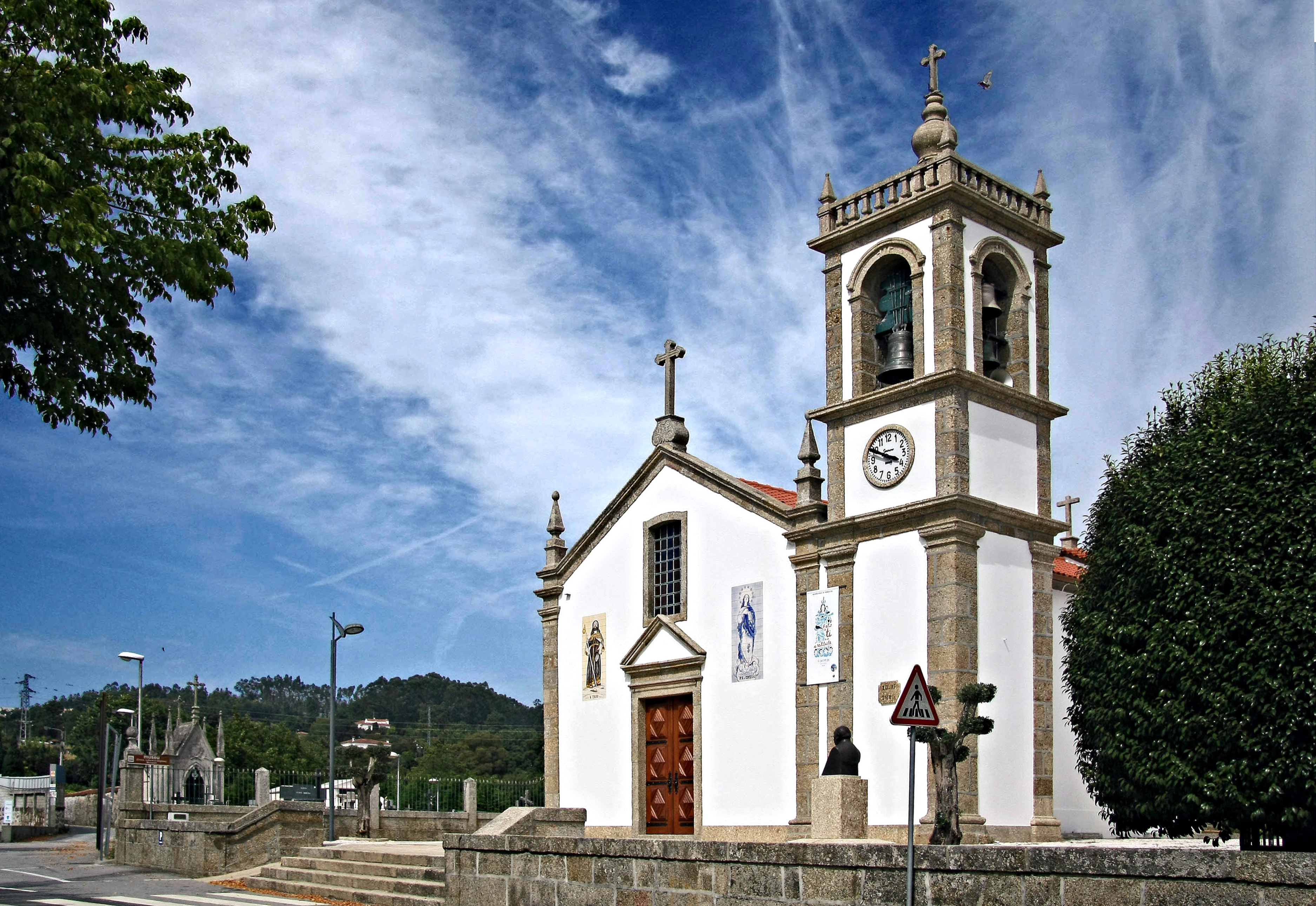
De parochiekerk van Mouquim

Mouquim is een plaats (freguesia) in de Portugese gemeente Vila Nova de Famalicão en telt 1403 inwoners (2001).